# Oberalpfen
Oberalpfen ist ein Stadtteil der Kreisstadt Waldshut-Tiengen im Landkreis Waldshut in Baden-Württemberg.

## Geographie

### Lage
Oberalpfen liegt im Südschwarzwald in der oberen Hälfte eines Seitentales der Alb (Hochrhein), das vom Leiterbach durchflossen wird. Die Gemarkung erstreckt sich im Süden und im Osten nahezu über das gesamte Einzugsgebiet des oberen Leiterbachtales und im Norden bis zum Fuß der bewaldeten Abhänge des Albtales (tiefster Punkt ca. 620 m ü. NN). Auf dem Bergrücken zwischen Alb und Leiterbach wird eine maximale Höhe von ca. 760 m ü. NN erreicht.

### Geologie

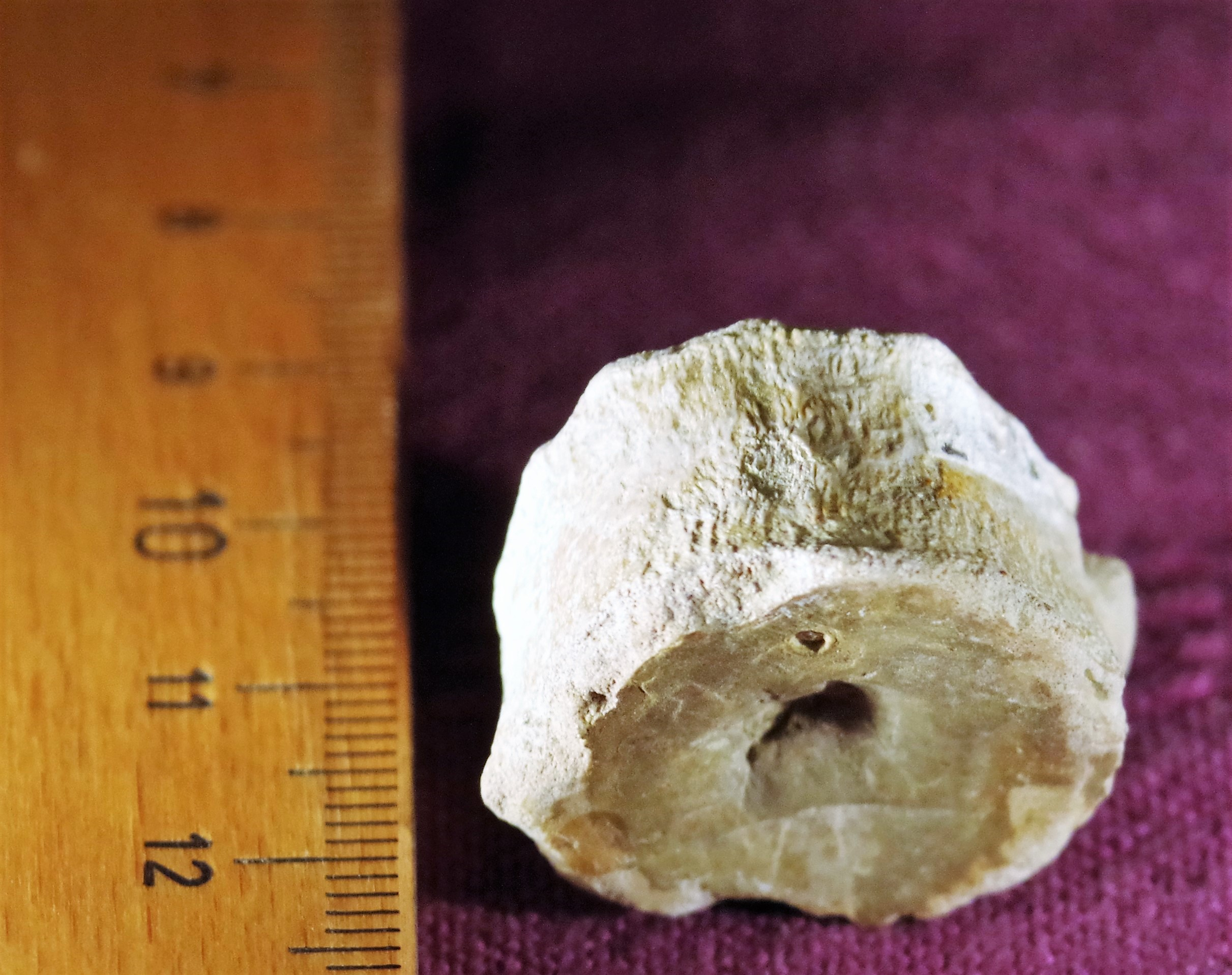
Wirbelknochen eines Ichthyosaurier, Fundort: Oberalpfen, Hotzenwald, Unterer Muschelkalk

Im östlichen und südöstlichen Hotzenwald überlagert das Deckgebirge das Grundgebirge. Bei Ober- und Unteralpfen ist der Wellenkalk ausgewittert. In Lesesteinen finden sich zahlreiche Fossilien.

### Ortschaftsgliederung
Zur Ortschaft Oberalpfen gehören die Mühle und das Sägehaus.

## Geschichte
Die ersten urkundlichen Erwähnungen stammen aus den Jahren 860 (genannt Alapfin) bzw. 866 (genannt Alapfa). Der Ort gehörte einst zu Vorderösterreich (Niedere und Hohe Gerichtsbarkeit), unterstand der Verwaltung des Oberamts Breisgau und damit dem Kloster St. Blasien, war Teil der Einung Birndorf. 1739 erreichten die Salpetererunruhen ihren Höhepunkt, einige der Anführer wurden hingerichtet, weitere verbannt.
Oberalpfen wurde am 1. Juli 1971 in die Stadt Waldshut eingemeindet. Diese fusionierte am 1. Januar 1975 mit Tiengen/Hochrhein zur neuen Stadt Waldshut-Tiengen. Das Nachbardorf Unteralpfen gehört heute zur Gemeinde Albbruck.

### Einwohnerentwicklung
Einwohnerzahlen von Oberalpfen – inklusive der Einwohner der Ortschaft Gaiß-Waldkirch.
| Jahr | Einwohner |
| ---- | --------- |
| 1871 | 346       |
| 1900 | 269       |
| 1925 | 276       |
| 1939 | 268       |
| 1950 | 292       |
| 1961 | 286       |
| 1970 | 310       |
| 2015 | 385       |
| 2023 | 448       |

## Politik

### Ortschaft
Oberalpfen ist eine Ortschaft im Sinne des Baden-Württembergischen Kommunalrechts. Die Ortschaft verfügt damit über eine eng begrenzte Selbstverwaltung. Organe dieser Selbstverwaltung sind der Ortschaftsrat und der Ortsvorsteher.

### Ortschaftsrat
Der Ortschaftsrat besteht aus 6 Ortschaftsräten.

### Ortsvorsteher
Seit der Eingemeindung in die Große Kreisstadt Waldshut-Tiengen trägt der Leiter der Ortschaftsverwaltung die Amtsbezeichnung Ortsvorsteher.
Ortsvorsteher ist Armin Arzner.

## Wirtschaft und Infrastruktur

### Verkehrsanbindung
Als Verkehrsanbindung zur Stadt Waldshut-Tiengen dient die Kreisstraße 6563, die von der Landesstraße 154 aus dem Albtal kommend durch das Leiterbachtal und den Ort auf den Bergrücken führt, der die Alb von der Schlücht trennt, und dort an die von Triberg kommende Bundesstraße 500 anbindet.

### Bauwerke

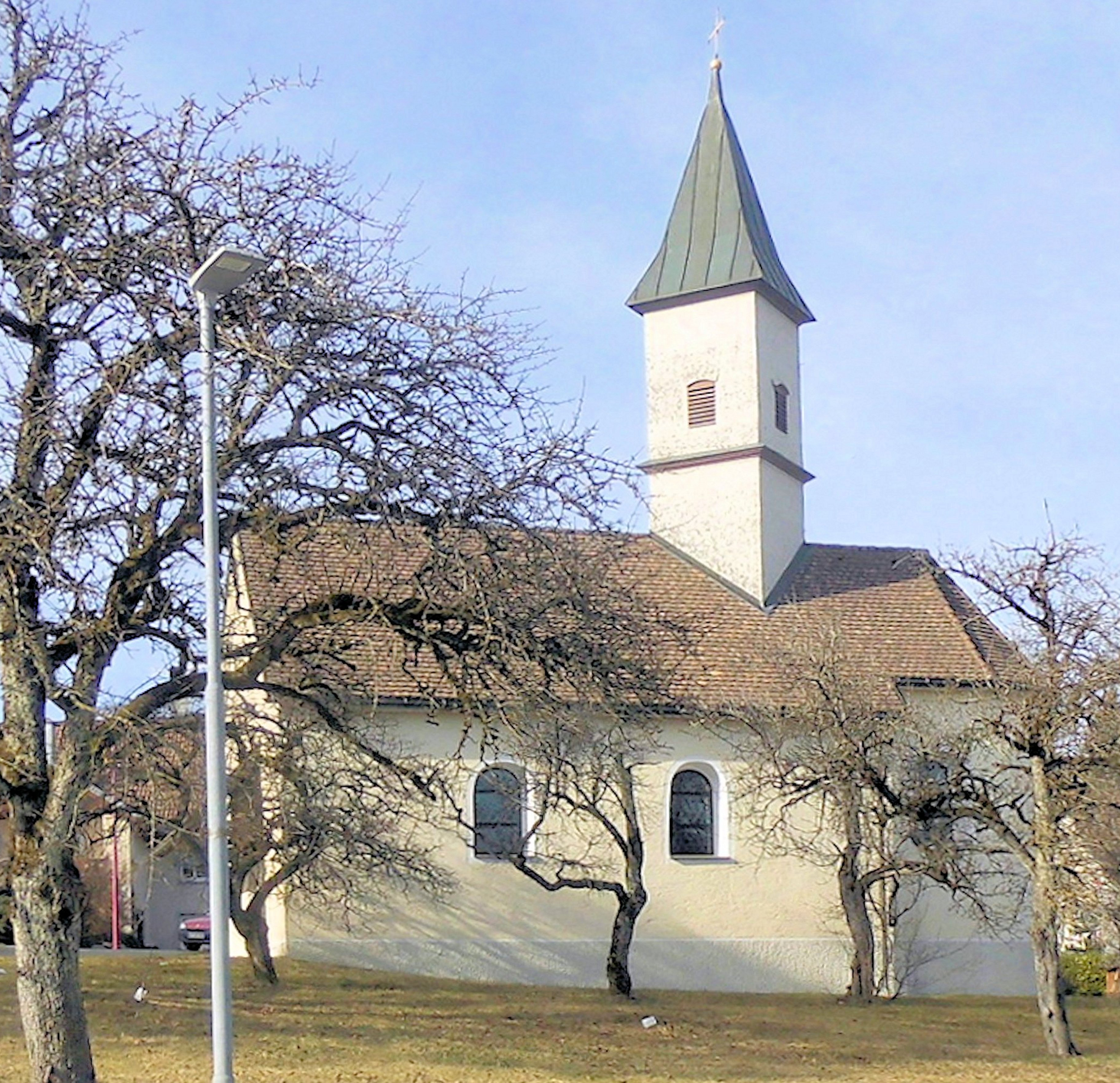
Johanneskapelle Oberalpfen

- kath. Johanneskapelle
- Gemeindehaus